# Saundatti
Saundatti (en canarés: ಸವದತ್ತಿ ) es una ciudad de la India en el distrito de Belgaum, estado de Karnataka.

## Geografía
Se encuentra a una altitud de 666 m s. n. m. a 469 km de la capital estatal, Bangalore, en la zona horaria UTC +5:30.

## Demografía
Según estimación 2011 contaba con una población de 43 531 habitantes.